# ノーサイド・ゲーム
『ノーサイド・ゲーム』は、池井戸潤の小説。2019年6月11日にダイヤモンド社から単行本が書き下ろしで刊行された。2022年11月15日に講談社文庫にて文庫化された。
2019年7月期にTBS系で大泉洋主演でテレビドラマ化された。

## あらすじ
トキワ自動車経営戦略室次長の君嶋隼人は、滝川桂一郎が出したカザマ商事買収案件に反対する意見書で、滝川と対峙していた。この案件は、結局取締役会で見送られたが、それからおよそ3か月後、君嶋は横浜工場総務部長に左遷させられる。
横浜工場総務部長は、成績が低迷する、トキワ自動車のラグビー部・アストロズのゼネラルマネージャー兼務と決まっていて、君嶋はラグビーについてまったくの素人ながら、着任早々監督選びに悪戦苦闘することになる。アナリストの佐倉多英や、キャプテンの岸和田徹の助言を受けながら、新監督は柴門琢磨に決まる。新生アストロズが始動し快進撃を続け、柴門が監督に就任して1年目のアストロズは3位の成績に終わる。
そして、君嶋は元上司・脇坂賢治から、見送られたはずのカザマ商事買収案件が復活したことを聞く。その後、脇坂は君嶋に経営戦略室に戻るように伝えたが、君嶋は横浜工場の総務部長として、またアストロズのゼネラルマネージャーとしてやり残したことがあると伝える。
滝川は取締役会でカザマ商事買収を提案しまとまりかけようとしたところ、脇坂にカザマ商事に関する経営情報報告で不備な点を指摘されたことで白紙となる。これをきっかけに滝川は社内での信用を失い関連会社の社長に転出し、脇坂は立場が入れ替わる形で常務取締役に昇進する。
脇坂が常務取締役に就任してからは、アストロズの強化費削減をしアストロズを廃部に持ち込もうとして、アストロズは苦境に立たされる。そして、脇坂はアストロズの強化費削減案を取締役会に提案したが、君嶋がアストロズの存在証明と日本蹴球協会に戦いを挑んでいることの説明に、社長の島本博が同意したことで提案は退けられる。そのあとに君嶋からの「コンプライアンス問題に関する報告」をしたことで脇坂は常務取締役の役職を解かれることになる。同時に日本蹴球協会の定例会議で専務理事の木戸祥助は、「プラチナリーグ改革案」と、自身の意向に反する提案をことごとく排除してきた会長の富永重信の解任を提案し、理事たちの賛同を得たことでプラチナリーグは変化しようとし始める。
柴門が監督に就任して2年目のアストロズは念願かなって優勝し、その4か月後に君嶋は経営戦略室長のポストに異動し、アストロズ部長職を兼務することになる。

## 登場人物

### トキワ自動車
君嶋隼人（きみしま はやと）
経営戦略室次長→横浜工場総務部長、アストロズGM兼務→経営戦略室長、アストロズ部長兼務。城南大学卒。
富山出身で役場員の父と近くの工場で働く母との間に生まれた長男。弟と妹がひとりずついる。家族は妻と息子ふたりの4人。東急東横線沿線のマンションに住む。
トキワ自動車に入社後、3年間は営業部に配属。その後、本社に異動し、企画部（7年）→営業推進部（8年）を経て、経営戦略室（7年）へ。しかし、カザマ商事買収案件に反対したため、上司の脇坂によって、本社の経営戦略室から横浜工場総務部長に左遷されられる。また、同時にラグビー部・アストロズのゼネラルマネージャーに就任する。
ラグビーの経験はないが、経営戦略のプロとして、16億円の赤字となっていたアストロズの収益性の向上とラグビーを活性化させるために地域密着型のチーム作りを志向。年俸の高さに見合うだけのチームプレーができていなかった外国人選手との契約解除を皮切りに、チーム運営費の削減と、日本人選手同士によるチーム内競争の活性化を図った。また、アストロズのファンクラブや下部組織（ジュニア・アストロズ）を創設するとともに、選手たちのボランティア活動を奨励。アストロズの認知度・集客力の向上と、入場料収入の大幅な増加につなげた。
大学の同級生で城南大学ラグビー部を3連覇に導いた柴門を監督に招聘するが、練習環境の改善が選手から強く求められていたことに加えて、柴門からの厳しい要求に直面したことで運営費増額の必要性を痛感。アストロズの元・副部長で、経費の抑制を目論む滝川常務との間で板挟みになる。そこで、「アストロズだけの努力では限界がある」として、アストロズが加盟する日本蹴球協会にも運営面での改革を提案。当初は協会の幹部から一蹴されたものの、近年下位に甘んじていたアストロズを立て直したことで、サイクロンズを除く他チームのGMから徐々に一目置かれるようになる。
アストロズGMへの就任2年後に、アストロズがプラチナリーグを優勝。その4か月後に経営戦略室長へ異動したが、部長としてアストロズの運営に引き続き携わるとともに、日本蹴球協会理事就任のオファーを受ける。
島本博（しまもと ひろし）
社長。トキワ自動車の創業家出身。 70歳代と高齢のため、滝川から社長職の勇退を迫られていた。
ラグビーが好きで、社会人ラグビーの最上位リーグであるプラチナリーグ創設にも賛同。GMに就く君嶋を激励しながら、アストロズの練習や試合へたびたび足を運んでいる。
滝川桂一郎（たきがわ けいいちろう）
常務取締役営業本部長→関連会社社長。
明成学園大学卒。脇坂と同期入社で、オイル専門商社・カザマ商事の風間社長とは大学の同級生に当たる。人前では感情をほとんど表に出さず、トキワ自動車の企業価値の向上に直結しない経費や活動を徹底的に排除する姿勢を打ち出している。
実父はラグビー経験者で、自身も少年時代に父と一緒に高校ラグビーを観戦した影響で、一時ラグビー選手を目指していた。もっとも、高校時代は勉学に忙しく、大学時代には実父が経営していた家業が傾いたため、ラグビー部に入らなかった。
大学時代に風間から境遇の差を思い知らされたことを根に持っていて、常務へ就任してからは、カザマ商事を買収する計画を進めていた。買収後は風間に代わって社長に就くことを目論んでいたが、取締役会での経営情報報告で脇坂に不備な点を指摘されたため、島本の判断で計画は白紙に戻った。カザマ商事が自社製のバンカーオイルを使用した白水汽船のタンカー座礁事故の原因の隠蔽を企てていたことも君嶋からの資料で判明したため、社内での信用を失い、常務取締役から、関連会社である、金融会社の社長へ転出させられる。
常務へ就任する前の広報部長時代にアストロズの副部長を兼務していたため、常務時代には、アストロズや、日本のラグビーの問題点を経営面や財政面から理路整然と指摘。君嶋と経営面や財政面でことごとく対立していた一方、地域密着のチーム作りには賛成した。カザマ商事の買収計画でも、君嶋から再三にわたって異を唱えられていたが、君嶋の力量については「経営戦略室に必要」として高く評価。常務職からの転出が脇坂の策略によることを転出後に察知してからは、君嶋に対して、アストロズの廃部を画策する脇坂と戦うことを勧める。
脇坂賢治（わきさか けんじ）
経営戦略室長→常務取締役兼広報・経理・総務総責任者。
明成学園大学附属高校から神奈川国立大学卒。風間とは、高校での同級生に当たる。
君嶋が経営戦略室に所属していた時期の上司。同期入社の滝川が「次期社長候補」と目されるほど社内で実権を強めていることへの危機感が強く、君嶋と滝川の対立をなだめつつも、滝川の追い落としを画策していた。
高校の同窓会では風間に対し、カザマ商事の買収を滝川に持ち掛けるよう言い、カザマ商事買収を風間を助けるのではなく、滝川を陥れる罠として利用しようとしていた。そのため、買収に反対する、部下の君嶋を左遷し、風間には、森下の買収や、売値の引き下げを裏でアドバイスしていた。
カザマ商事の買収によってトキワ自動車が大きな損失を被る危機を取締役会で防いだことを機に、滝川と立場が入れ替わる格好で常務取締役に昇進する。
経営戦略室長時代には、君嶋の前でアストロズを支援することを装っていた。しかし、内心では滝川以上にアストロズの存在価値を低く見積もっていたため、常務取締役への就任を機に態度を豹変。アストロズを廃部に追い込むべく、強化費の削減を取締役会で提案した。提案では日本蹴球協会の体質も槍玉に挙げていたが、GMとして同席していた君嶋がアストロズの存在と日本蹴球協会への戦いの成果を証明したため、島本から提案を退けられる。さらに、取締役会での君嶋からの「コンプライアンス問題に関する報告」によって、バンカーオイルの隠蔽工作と価格引き下げによる再売却の提案を風間に持ちかけたことが判明。風間から提出された資料も決め手になって、常務取締役の役職を解かれる。
藤島レナ（ふじしま れな）
海外事業部員。七尾の教育担当。
アストロズの熱狂的ファンであり、選手では浜畑ファン。
中本理彩（なかもと りさ）
経理部員。
レナと同じラグビー好き。選手では友部をひいきにしている。
星野信輝（ほしの のぶてる）
研究所研究員。横浜工科大学卒。アストロズ選手の岸和田と同期入社。
白水商船のタンカー座礁事故を起こした原因が、船舶エンジンに使われるバンカーオイルによるもので、そのバンカーオイルが買収を予定しているカザマ商事の製品であることを君嶋と岸和田に伝える。
新堂智也（しんどう ともや）
横浜工場長、アストロズ部長兼務。ずんぐりした体型の50代半ばの男性。
カザマ商事の子会社・横浜マリンカントリーが計画しているゴルフ場建設への反対運動が、トキワ自動車によるカザマ商事への買収計画の浮上を機に、横浜工場の正門前でも展開されていることに手を焼いていた。そこで、本社から工場へ異動してきたばかりの君嶋に対応を一任する。
アストロズが優勝した年の3月末をもって退職。
吉原欣二（よしはら きんじ）
横浜工場総務部長、アストロズGM兼務→トキワ物流総務部長。
横浜工場総務部長とアストロズGMを君嶋に引き継いだ後、子会社「トキワ物流」に出向。
柴門琢磨（さいもん たくま）
城南大学ラグビー部監督→アストロズ監督。城南大学ラグビー部OB。選手時代は、プラチナリーグの「淀屋フーズ・フェニックス」に所属し、ポジションはナンバーエイト。
大学ラグビー界のスター選手で、君嶋とは大学時代に同じ学年で同じクラスに籍を置いていたが、接点はほとんどなかった。
城南大学ラグビー部の監督として3連覇を成し遂げていたにもかかわらず、城南大学の伝統に反する改革で、サイクロンズ監督の津田などが牛耳るOB会の反発を招き、監督職を更迭された。その直後に、電話で君嶋からアストロズ監督への就任を打診。君嶋とは大学生時代以来の再会であったが、社会人のラグビーチームを指導した経験がないことなどから、いったん打診を固辞する。君嶋が手紙を通じて謝罪と熱意を伝えたことをきっかけに、アストロズの選手ごとに分析点を記した手紙を送ったうえで、選手全員の同意を条件に監督へ就任する意向を伝える。後に、同意を得られたことから、アストロズの監督へ正式に就任。
アストロズからは、城南大学ラグビー部の監督在任中（2年前）にも、当時副部長だった滝川から監督への就任を打診されていた。本人も乗り気だったが、トキワ自動車社内での意思疎通が十分でなかったことから固辞していた。
指導者としては、緻密な分析と厳しい練習を組み合わせながら、攻撃的なスタイルのラグビーを志向。城南大学の監督時代には、そのスタイルが津田の逆鱗に触れていた。
佐倉多英（さくら たえ）
アストロズアナリスト、横浜工場総務部員→横浜工場総務部係長、イベント企画担当兼務。
実父はトキワ自動車の元・社員で、ラグビー部の選手としてチームの黄金期に活躍した。多英の大学時代に亡くなったことから、親子2代でラグビー部へ携わることを目指して入社。練習や戦術の分析を行う。
岸和田徹（きしわだ てつ）
アストロズキャプテン、横浜工場総務部員。ポジションはナンバーエイト。
アストロズのことを真剣に考えながら、周囲の状況を冷静に見ている。自身の活躍よりチームとしての勝利を優先させるスタンスで、君嶋や柴門からの信頼も厚い。
君嶋やチームメイトからは、親しみを込めて「テツ」と呼ばれる。
浜畑譲（はまはた じょう）
アストロズ選手、横浜工場総務部員→アストロズGM。選手時代のポジションはスタンドオフ。
2年前まで日本代表に選出されていたチームの看板選手。ラグビー未経験者ながらGMへ就任した君嶋を、最初は軽蔑していた。しかし、君嶋がアストロズの存続と強化に本腰を入れていることを知るにつれて、君嶋に敬意を表するようになる。
満身創痍の状態でアストロズをプラチナリーグ優勝へ導いたことを花道に、君嶋からアストロズのGM職を引き継ぐ。
七尾圭太（ななお けいた）
海外事業部員→アストロズ選手。ポジションはスタンドオフ。
小学6年生の直前に日本からニュージーランドへ移住したことをきっかけにラグビーを始めると、抜群のプレーセンスを発揮した。プロの選手を目指していたが、大学2年生の試合中に、ラックでのプレーで膝の十字靱帯を痛めたため断念。「ラグビーだけでは生活できない」と悟ったため、大学からの卒業を機に日本へ戻ると、ラグビーとは無縁の企業で安定した人生を送ろうとしていた。
第二新卒向けの一般職枠でトキワ自動車の入社試験を受けていた横浜工場で、ニュージーランド時代の活躍を知る柴門と遭遇。その際に柴門から紹介された君嶋から直々に説得を受けたことで、ラグビー経験者向けの特別採用枠がないにもかかわらず、アストロズへの入部を前提にトキワ自動車への入社を決意する。
アストロズへの仮入部中に紅白戦の控え組で活躍したことから、アストロズへの正式入部と同時に横浜工場に異動。前述した膝の痛みを抱えながらも、入部2年目のプラチナリーグ開幕戦では、同じポジションの浜畑からスタメンの座を奪った。レギュラーとしてプレーを続けるうちに、怪我の原因になったラックへの恐怖心が徐々に露呈するが、満身創痍でありながら引退覚悟でチームプレーへ徹する浜畑の姿勢に触発されたことを機に克服。
里村亮太（さとむら りょうた）
アストロズ選手、横浜工場品質管理課員→日本モータース・サイクロンズ選手。ポジションはスクラムハーフ。
アストロズでは浜畑と並んで、チームの看板選手として扱われていた。その一方で、過去に日本代表を経験していることや、極度の負けず嫌いであることから、チームの状況に不満を感じていた。
君嶋のGM就任2年目に、サイクロンズGMの鍵原から移籍のオファーを受けたことがきっかけで、アストロズを離れることを決意。アストロズ以上にラグビーに打ち込める環境が整っていることや、日本代表時代のチームメイトが何人も揃っていること、を理由に、サイクロンズへ移籍した。シーズン中のライバルチームへの移籍であったため、君嶋は移籍承諾書の発行を見送ることによって、「移籍しても1年間は公式戦に出られない」というプラチナリーグの規定が里村に適用されることを画策していた。しかし、里村の念願である日本代表復帰が遠のくことを危惧したアストロズの選手たちの総意に押される格好で、結局は移籍承諾書とともに里村を送り出す。
佐々一（ささ はじめ）
アストロズ選手、ジュニア・アストロズのコーチ、横浜工場営業部員。ポジションはスクラムハーフ。練習や戦術の分析では、佐倉のサポート役も担う。
優しい性格の持ち主だが、不器用で気が弱いことが災いして、柴門が監督へ就任した直後までは里村の控えに甘んじていた。一時は君嶋へ退部届を提出するほどにまで自信を失っていたが、柴門の勧めでパスの精度を磨いたことによってレギュラーへ定着。アストロズの躍進に大きく貢献する。ちなみに、里村がサイクロンズへの移籍を決めたのは、佐々と入れ替わる格好で控えに回る可能性が出てきたことにもよる。
友部祐規（ともべ ゆうき）
アストロズ選手。ポジションはプロップ。
ジャッカルが得意で、野心的なプレーが持ち味。
岬洋（みさき ひろし）
アストロズ選手。ポジションはフルバック。
本波寛人（もとなみ ひろと）
アストロズ選手。バックスのリーダー格で、君嶋のGM就任時点ではベテランの域に達していた。
三笠陽介（みかさ ようすけ）
経理部次長→経営戦略室次長。
君嶋に代わり、経営戦略室次長に異動した。

### その他
津田三郎（つだ さぶろう）
日本モータース・サイクロンズ監督で、城南大学ラグビー部OB会の会長。「日本ラグビー界の重鎮」に数えられている指導者で、伝統を重んじながら、チームが勝つためにさまざまな改革を断行している。
柴門を心の底から嫌っていて、伝統を踏みにじったことを理由に、城南大学ラグビー部の監督職から更迭させた。アストロズが柴門の監督就任を境にライバルとして台頭してきたことから、アストロズの弱体化を図るべく、チームの精神的支柱でもある里村の引き抜きを画策する。
鍵原誠（かぎはら まこと）
日本モータース・サイクロンズGM。城南大学ラグビー部OB。選手としては大成しなかったが、ラグビー業界の情報に詳しく、GMとしても一流の実績を誇る。それだけに、ラグビーの門外漢ながら日本蹴球協会の改革を仕掛ける君嶋と、彼の下で急速に力を伸ばしているアストロズを疎ましく思っている。
津田からは全幅の信頼を置かれていて、里村を引き抜いた。
富野賢作（とみの けんさく）
日本モータース・サイクロンズ選手。ポジションはスタンドオフ。
前田利晴（まえだ としはる）
前トキワ自動車・アストロズ監督。
成績低迷と体調悪化により、監督を退任した。
橋本冬樹（はしもと ふゆき）
城南大学ラグビー部監督。城南大学ラグビー部OB。選手時代のポジションはフォワード。
昨年まで所属していた「サイクロンズ」の監督である津田の指名により、柴門に代わり、城南大学ラグビー部監督に就任。
竹原正光（たけはら まさみつ）
前GMの吉原が選んだアストロズの次期監督候補。55歳。
「ミツワ電機ファイターズ」の戦略コーチ時代に優勝を果たす。その後、低迷する東西大学の監督を務め、対抗戦リーグ上位へと引き上げた。また、2部リーグ「東協電気ベアーズ」で8年間監督を務め、シーズン最高成績は4位。
君嶋は監督に適切でないと判断した。
高本遥（たかもと はるか）
前GMの吉原が選んだアストロズの次期監督候補。
選手時代は、「浜松電気工業ブルズ」に所属し、ポジションはスクラムハーフ。引退後、オーストラリアでコーチングを学び、帰国。
君嶋は監督に適切でないと判断した。
羽衣親方（はごろもおやかた）
錦糸町駅が最寄りの大相撲羽衣部屋の親方。柴門の依頼で、3日間にわたってアストロズの選手全員の入門を実現させる。君嶋は稽古に同行した。
片桐努（かたぎり つとむ）
日本蹴球協会のプラチナリーグ担当部長。
富永重信（とみなが しげのぶ）
日本蹴球協会会長。
ラグビーがプロスポーツではなくアマチュアであることを神聖視し、収益性を求めることを悪と考える。伝統とアマチュアリズムを建前に、イエスマンを協会の内部に数多く抱えながら、自身の意向に反する提案をことごとく排除することで権威を誇ってきた。しかし、君嶋などが専務理事の木戸を通じて提出したプラチナリーグの改革案が定例会議で可決されたことによって、様相が一変。木戸が提出した会長の解任案も可決されたため、会長職を解かれた。
木戸祥助（きど しょうすけ）
日本蹴球協会専務理事。
プラチナリーグ改革の必要性を承知していながら、富永の前ではイエスマンを装わずにいられなかった。君嶋が単独で相次いで持ち掛けた改革案も、アマチュアリズム遵守の建前から、表向きには受け入れない姿勢を示していた。しかし、内心では改革の方向性に賛同していた。
君嶋と（サイクロンズを除く）他のリーグ加盟チームのGMが連名で改革案を提出したことをきっかけに、富永が出席する定例会議で本格的に審議。富永の会長解任も提案したところ、いずれも同席した理事たちの賛同を得た。アストロズ強化費の削減をめぐるトキワ自動車の取締役会で、日本蹴球協会の改革に向けた動きを君嶋が証明できたのは、同じ時間帯に開かれていた定例会議の結果を木戸が君嶋へ知らせたことによる。
風間有也（かざま ゆうや）
カザマ商事の第3代社長。実父も同社の社長を務めていたことを背景に、明成学園小学校から明成学園大学までエスカレーター方式で卒業。脇坂とは高校、滝川とは大学の同級生に当たる。
大学からの卒業後は、財閥系の商社を経て、祖父が創業し、実父が社長を務めていたカザマ商事に27歳で入社。35歳で取締役を務めたが、実父の急逝によって、40歳にして社長に就任する。
カザマ商事をトキワ自動車へ売却できた暁には、社長を滝川に譲って隠居することを考えていた。
森下章市（もりした しょういち）
横浜工科大学教授で、星野の大学院生時代の指導教官。横浜マリンカントリーのゴルフ場建設反対運動の旗振り役を務めていた。
白水商船のタンカー座礁事故をめぐって、星野が在籍するトキワ自動車の研究所と共同で、カザマ商事製のバンカーオイルを検証していた。やがて、依頼元のカザマ商事から、検証データの偽装と引き換えに3億円を受領し、建設反対運動から退くことを決めた。
苗場章雄（なえば あきお）
横浜マリンカントリーの環境破壊を訴える会代表。横浜市内のバイクショップのオーナーで、兼業農家として、建設中のゴルフ場・横浜マリンカントリーの近くに果樹園を持つことから、ゴルフ場建設に反対し、横浜工場に押し寄せる。
同会の抗議に君嶋が耳を傾けたことがきっかけで、君嶋と交流するようになった。森下がゴルフ場建設反対運動から退いたことを君嶋に打ち明けたことがきっかけで、君嶋は森下の身辺を調査。森下が反対運動から遠ざかるようになった理由を突き止める。
青野宏（あおの ひろし）
横浜マリンカントリーの責任者、カザマ商事社長室長代理兼務→トキワ自動車子会社の製造管理担当。
帝都大学ラグビー部OB。
カザマ商事によるバンカーオイル検証データの偽装をめぐって、風間から森下に3億円を渡すよう依頼。その際に森下から、署名捺印入りの受領証を受け取っていた。
ゴルフ場建設反対運動への対応をめぐって相談を持ち掛けられたことをきっかけに、君嶋と意気投合。アストロズのレギュラーを決める部内マッチへ招待された際に、カザマ商事による偽装工作の真相を明らかにすることを君嶋から勧められたため、森下の受領証の原本を君嶋に渡した。この原本を君嶋がトキワ自動車の取締役会で示したことが決め手になって、滝川によるカザマ商事の買収計画は白紙に戻された。
「多むら」の女将
居酒屋「多むら」の女将。
かつてアストロズの栄養士だった縁で、店をアストロズの飲み会に快く貸し出すとともに、アストロズの選手を折に触れて𠮟咤している。
峰岸飛呂彦（みねぎし ひろひこ）
M&A仲介会社「東京キャピタル」社長。
カザマ商事買収にあたり、トキワ自動車側の代理人を受ける。脇坂が風間にバンカーオイルの隠蔽工作と価格引き下げによる再売却を提案したことを、君嶋に知らせる。
野本広大（のもと こうだい）
与党の有力政治家。
富永と関係があったが、富永の会長の解任案に賛成した。

## 書籍情報
- 単行本：ダイヤモンド社、2019年6月11日、ISBN 978-4-478-10837-6
- 文庫：講談社文庫、2022年11月15日、ISBN 978-4-06-529910-4

## テレビドラマ
2019年7月7日から9月15日まで毎週日曜21時 - 21時54分に、TBS系「日曜劇場」枠で放送された。主演は大泉洋。
日曜劇場での池井戸原作作品は『半沢直樹』（2013年）、『ルーズヴェルト・ゲーム』（2014年）、『下町ロケット』（2015年版）、『陸王』（2017年）、『下町ロケット』（2018年版）に次いで6作目で、前5作と共通したスタッフで制作された。
東京都府中市が市民らからエキストラを募集するなどドラマを盛り上げる取り組みを行なっており、同市を本拠地とするジャパンラグビートップリーグ・東芝ブレイブルーパスのラグビーグラウンドがアストロズの練習場に選ばれたほか、府中駅周辺で市民に親しまれているケヤキ並木も撮影で使用され、各場面で登場する。また、プラチナリーグの試合会場となるトキワスタジアムとして、熊谷ラグビー場がロケ地に使われている。「アストロズ」のメンバーを演じる役者は、友部役のコージを除き、全員ラグビー経験者で構成されている。また、演出の福澤克雄、平野俊一もラグビー経験者である。
また、放映時期が日本で開催されたラグビーワールドカップ2019の開幕直前（最終回放送の5日後の9月20日に開幕）だったこともあり、本作が同大会を盛り上げるのに寄与したとの言及もあり、実際に予選プールAの日本対スコットランド戦にて日本代表が勝利し決勝トーナメント進出が決定した後、ドラマの主題歌である「馬と鹿」が会場に流れた。
2020年4月19日から放送開始が告知されていた『半沢直樹』（2020年版）が、新型コロナウイルス感染拡大の影響で初回放送の延期（7月19日）が発表され、本編放送に先立って4月5日と12日に放送される予定であった2013年版の特別総集編も併せて、7月5日と12日に延期となったため、2020年4月26日 - 5月24日の20時 - 21時54分（5月17日のみ21時 - 22時48分）に、未公開シーンや大泉のナレーションを加えて再構成した「特別編」が代替番組として放送された。最終夜では、挿入歌として松任谷由実の「ノーサイド」が使用された。

### キャスト
原作でも登場した登場人物についての詳細は「登場人物」の項目を参照。ここでは、主に原作とは登場しない登場人物や、原作とは異なる点を紹介する。

#### トキワ自動車
君嶋隼人（きみしま はやと）
演 - 大泉洋
経営戦略室次長→府中工場総務部長、アストロズGM兼務→経営戦略室長、アストロズ部長兼務。城南大学卒。
佐倉多英（さくら たえ）
演 - 笹本玲奈
アストロズアナリスト、府中工場総務部員→府中工場総務部係長、イベント企画担当兼務。
星野信輝（ほしの のぶてる）
演 - 入江甚儀
研究所研究員。
脇坂賢治（わきさか けんじ）
演 - 石川禅
経営戦略室長→常務取締役兼広報・経理・総務総責任者。
吉原欣二（よしはら きんじ）
演 - 村田雄浩
新堂智也（しんどう ともや）
演 - 藤原光博（リットン調査団）
府中工場長、アストロズ部長兼務→トキワ物流総務部長。
藤島レナ（ふじしま れな）
演 - 阿部純子
海外事業部員。
中本理彩（なかもと りさ）
演 - 山崎紘菜
経理部員。
吉田夏帆（よしだ かほ）
演 - 南端まいな
社員。
島本博（しまもと ひろし）
演 - 西郷輝彦
社長。トキワ自動車の創業家出身。
柴門琢磨（さいもん たくま）
演 - 大谷亮平
城南大学ラグビー部監督→アストロズ監督。城南大学ラグビー部OB。選手時代のポジションはナンバーエイト。
君嶋が当時想いを寄せていたクラスメイトのシオリと交際（後に結婚）したことで、君嶋には悪い印象が残っていた。
滝川桂一郎（たきがわ けいいちろう）
演 - 上川隆也（学生時代：溝口琢矢）
常務取締役営業本部長→関連会社社長。

#### アストロズ部員
岸和田徹（きしわだ てつ）
演 - 高橋光臣
アストロズキャプテン、府中工場総務部員。ポジションはCTB。
七尾圭太（ななお けいた）
演 - 眞栄田郷敦
海外事業部員→アストロズ選手。ポジションはスタンドオフ。
本波寛人（もとなみ ひろと）
演 - 天野義久
アストロズ選手→アストロズコーチ。
ポジションはナンバーエイト。フォワードのリーダー格で、君嶋のGM就任時点ではベテランの域に達していた。君嶋のGM初年度はコーチ兼任でプレーするも、アストロズを優勝へ導けなかったことへ責任を感じながらも、体力の限界を理由に現役を引退。君嶋のGM2年目からは、アストロズのコーチとして選手の育成に携わる。
浜畑譲（はまはた じょう）
演 - 廣瀬俊朗
アストロズ選手→アストロズGM。選手時代のポジションはスタンドオフ。元⽇本代表。
安西信彦（あんざい のぶひこ）
演 - 齊藤祐也
アストロズ選手。ポジションはフランカー。元⽇本代表。
佐々一（ささ はじめ）
演 - 林家たま平
アストロズ選手、ジュニア・アストロズのコーチ。ポジションはスクラムハーフ。
友部祐規（ともべ ゆうき）
演 - コージ（ブリリアン）
アストロズ選手。ポジションはフランカー。
里村亮太（さとむら りょうた）
演 - 佳久創
アストロズ選手、府中工場品質管理課員→日本モータース・サイクロンズ選手。ポジションはスクラムハーフ。
有馬真吾（ありま しんご）
演 - 村田琳
アストロズアシスタント（メディカル兼任）、府中工場総務部勤務。
セーフティーアシスタントの認定を持ち、ラグビーに関する深い知識を武器にチームを支える。
笠原豪（かさはら ごう）
演 - 笠原ゴーフォワード
中本元気（なかもと げんき）
演 - 勝山翔
玉木俊太（たまき しゅんた）
演 - 榎本鉄平
高輪祐太（たかなわ ゆうた）
演 - 眞弓葉詩
飯野雄貴（いいの ゆうき）
演 - 飯野雄貴
西荻崇（にしおぎ たかし）
演 - 田沼広之
岬洋（みさき ひろし）
演 - 鶴ヶ﨑好昭
林田公一（はやしだ こういち）
演 - 株木孝行
立川悟（たてかわ さとる）
演 - 水本竜弥
端本太郎（はたもと たろう）
演 - 端本太郎
大和航平（やまと こうへい）
演 - 北川勇次
仲村慎祐（なかむら しんすけ）
演 - 仲村慎祐
伊吹誠介（いぶき せいすけ）
演 - 伊吹誠介
森本竜馬（もりもと りょうま）
演 - 森本竜馬
石川悠太（いしかわ ゆうた）
演 - 石川悠太
秋元太一（あきもと たいち）
演 - 板垣悠太
小野勘太（おの かんた）
演 - 邉津勘太
小西大樹（こにし だいき）
演 - 小西大樹
戸村銀太郎（とむら ぎんたろう）
演 - 髙橋銀太郎
岩爪航（いわつめ わたる）
演 - 岩爪航
井上卓哉（いのうえ たくや）
演 - 井上卓哉
新井龍一（あらい りゅういち）
演 - 新井龍一
阿久根潤（あくね じゅん）
演 - 阿久根潤
工藤元気（くどう げんき）
演 - 工藤元気
渡辺真也（わたなべ しんや）
演 - しんや

#### 君嶋家
君嶋真希（きみしま まき）
演 - 松たか子
君嶋の妻。
明朗快活で楽天家。君嶋の最大の理解者。
君嶋博人（きみしま ひろと）
演 - 市川右近
君嶋の長男。10歳。
ジュニア・アストロズに入る。
君嶋尚人（きみしま なおと）
演 - 盛永晶月
君嶋の次男。8歳。

#### サイクロンズ
津田三郎（つだ さぶろう）
演 - 渡辺裕之
鍵原誠（かぎはら まこと）
演 - 松尾諭
富野賢作（とみの けんさく）
演 - 佐伯大地
日本モータース・サイクロンズ選手。ポジションはスタンドオフ。日本代表。

#### その他
風間有也（かざま ゆうや）
演 - 中村芝翫（学生時代：中村橋之助）
柴門シオリ（さいもん しおり）
演 - 川田裕美
柴門の妻。城南大学卒。君嶋と柴門は同級生で、君嶋の元恋人。
「多むら」の女将
演 - 凰稀かなめ
松岡龍一（まつおか りゅういち）
演 - 田代輝
博人の同級生。博人をいじめてる。
森下章市（もりした しょういち）
演 - 辻萬長
帝国工科大学教授で、星野の大学院生時代の指導教官。府中グリーンカントリークラブのゴルフ場建設予定地に、亡き妻と縁の深い銀杏の木が1本立っていることから、建設反対運動の旗振り役を務めていた。
白水商船のタンカー座礁事故をめぐって、星野が在籍するトキワ自動車の研究所と共同で、カザマ商事製のバンカーオイルを検証していた。やがて、依頼元のカザマ商事から、検証データの偽装と引き換えに3億円を受領。さらに、ゴルフ場の建設後も銀杏の木を残すことを約束されたため、建設反対運動から退くことを決めた。
娘は重い心臓病を患っていて、入院先の病院でアストロズがボランティア活動を始めたことを機に、七尾から英語を学んでいる。森下が3億円を受け取ったのは、アメリカで娘に心臓の移植手術を受けさせるためでもあった。
青野宏（あおの ひろし）
演 - 濱津隆之
元々はサイクロンズのファンだったが、社業での不手際をめぐって佐々が謝罪に訪れた際の真摯な姿勢に感銘を受けたことから、アストロズも応援するようになる。
苗場章雄（なえば あきお）
演 - 金山一彦
府中グリーンカントリークラブの環境破壊を訴える会代表。
木戸祥助（きど しょうすけ）
演 - 尾藤イサオ
富永重信（とみなが しげのぶ）
演 - 橋幸夫
日本蹴球協会会長。日本教育大学ラグビー部出身。

#### ゲスト
第1話
前田利晴（まえだ としはる）
演 - 藤本隆宏
佐々の上司
演 - 有薗芳記
第2話
竹原正光（たけはら まさみつ）
演 - 伊藤剛臣
高本遥（たかもと はるか）
演 - 大西将太郎
第3話
雄太の母親
演 - ホラン千秋
下記の雄太の母親。
高橋雄太（たかはし ゆうた）
演 - 高木波瑠
病気を抱え入院している。
栃ノ心
演 - 栃ノ心（本人役）
アストロズが稽古でやってきた、相撲部屋で君嶋からタックルを受ける。
栃煌山
演 - 栃煌山（本人役）
アストロズが稽古でやってきた、相撲部屋でアストロズの選手からタックルを受ける。
碧山
演 - 碧山（本人役）
アストロズが稽古でやってきた、相撲部屋でアストロズの選手からタックルを受ける。
三保ヶ関親方
演 - 三保ヶ関親方（本人役）
アストロズが稽古でやってきた、相撲部屋の親方。君嶋は当初稽古に同行しただけであったが、親方や選手たちの強い勧めで、結局は関取衆相手のぶつかり稽古を体験させられる。
原作の羽衣親方に該当。
第4話
坂口（さかぐち）
演 - 飛永翼
石井（いしい）
演 - 寿大聡
第5話
吉田沙保里（よしだ さおり）
演 - 吉田沙保里（本人役）
アストロズが稽古でやってきた、レスリングの道場で君嶋からタックルを受ける。
レスリングのコーチ
演 - 小林孝至
アストロズが稽古でやってきた、レスリングの道場のコーチ。
試合の観客
演 - Foorin
第8話
森下真奈（もりした まな）
演 - 滝口芽里衣
章市の娘。重い心臓病を患っていて、入院先の病院でアストロズがボランティア活動を始めたことを機に、七尾から英語を学んでいる。
滝川と風間の友人
演 - 時任勇気
第9話
狩野伸太郎（かの しんたろう）
演 - 濱田岳
ブレイブスのスクラムハーフ。
最終話
赤木一輝（あかぎ かずき）
演 - 櫻井翔（友情出演）
浜松電気工業・ブルズのGM。君嶋の改革に賛同する。

### スタッフ
- 原作 - 池井戸潤『ノーサイド・ゲーム』（ダイヤモンド社刊）
- 脚本 - 丑尾健太郎
- 音楽 - 服部隆之
- 主題歌 - 米津玄師「馬と鹿」（ソニー・ミュージックレーベルズ）[32]
- 特別協力 - 東京都府中市、日本ラグビーフットボール協会
- ラグビーチーム協力 - パナソニック ワイルドナイツ、クボタスピアーズ、日野レッドドルフィンズ、 東芝ブレイブルーパス、リコーブラックラムズ、東京ガスラグビー部
- 特別美術協力 - canterbury、YASUDA、匠大塚
- 撮影特別協力 - 東芝府中事業所、三菱地所、春日野部屋（第3話）、日本大学レスリング部（第5話）
- 医療監修 - 中澤暁雄、盛岡幸子
- 脚本協力 - 田中徳恵（第4話・第6話 - 最終話）、槌谷健（第8話 - 最終話）
- 協力プロデューサー - 川嶋龍太郎
- プロデューサー - 伊與田英徳
- 特別編プロデューサー - 青山貴洋
- 演出 - 福澤克雄、田中健太、平野俊一
- 製作著作 - TBS

### 放送日程
| 話数                                                                         | 放送日  | サブタイトル                                             | 演出              | 視聴率 |
| ---------------------------------------------------------------------------- | ------- | -------------------------------------------------------- | ----------------- | ------ |
| 第1話                                                                        | 7月07日 | 新しいサラリーマンヒーローの誕生! どん底からはい上がれ!  | 福澤克雄          | 13.5%  |
| 第2話                                                                        | 7月14日 | サラリーマンは人事が全て! 愛ある選択                     | 福澤克雄          | 11.8%  |
| 第3話                                                                        | 7月28日 | 涙の大逆転! 仲間を信じて奇跡を起こせ                     | 田中健太          | 10.9%  |
| 第4話                                                                        | 8月04日 | リストラに負けるな 仲間を信じて戦え!                     | 田中健太          | 10.6%  |
| 第5話                                                                        | 8月11日 | 運命の頂上決戦!! 涙の大逆転なるか?                       | 福澤克雄          | 11.4%  |
| 第6話                                                                        | 8月18日 | 本社復帰のチャンス〜涙! 最後の決断とは                   | 平野俊一          | 13.0%  |
| 第7話                                                                        | 8月25日 | 引き抜き! 絶体絶命〜男の覚悟に大号泣!!                   | 田中健太          | 09.7%  |
| 第8話                                                                        | 9月01日 | 最終章〜社長交代で廃部!? 涙の反撃開始                    | 福澤克雄          | 11.3%  |
| 第9話                                                                        | 9月08日 | 最終回前〜負けたら廃部! 怒涛の反撃へ                     | 平野俊一          | 12.2%  |
| 最終話                                                                       | 9月15日 | 最終回スペシャル! 涙の決勝戦? 逆転に挑む! 裏切りか友情か | 福澤克雄 田中健太 | 13.8%  |
| 平均視聴率 12.0%（視聴率はビデオリサーチ調べ、関東地区・世帯・リアルタイム） |         |                                                          |                   |        |

- 第1話は21時 - 22時19分の25分拡大放送。
- 第2話は21時 - 22時9分の15分拡大放送。
- 最終話は21時 - 22時14分の20分拡大放送。
- 7月21日は、同日投開票が行われる第25回参議院議員通常選挙に関するJNN報道特別番組『Nスタ×NEWS23 選挙スペシャル』を19時57分 - 翌2時[4]に放送のため、休止[5]。

#### 特別編
| 各話   | 放送日        | ラテ欄 | 放送内容     |
| ------ | ------------- | --- | ------------ |
| 第1夜  | 2020年4月26日 | 今夜限り! 大泉洋のナレーション&未放送カット! 勇気を出せ!! ラグビーイヤーの感動を再び! 崖っぷち男達の再起をかけた物語 | 第1話 第2話  |
| 第2夜  | 5月03日       | 初勝利なるのか!? どん底の男たちが奇跡を起こす涙の逆転物語 大泉洋ナレーション&未放送カット大感動                      | 第3話 第4話  |
| 第3夜  | 5月10日       | 涙の決勝戦! 壮絶!! 負ければ廃部… どん底ラグビー部の絶体絶命大勝負! 未放送カット 大泉洋ナレーション                   | 第5話 第6話  |
| 第4夜  | 5月17日       | 最終章! 涙のラストチャンス〜レギュラー争奪戦とエースの引き抜き! 魂のタックルでW杯の試合を超えろ! 大泉洋ナレーション  | 第7話 第8話  |
| 最終夜 | 5月24日       | 涙の決勝戦! 運命のラストチャンス! 死闘ワンチームで仲間と、自分を信じて戦え!                                          | 第9話 最終話 |

### 関連商品
Blu-ray・DVD
- ドラマ「ノーサイド・ゲーム」Blu-ray BOX：2020年1月10日発売、アミューズソフト、ディスク4枚、品番：ASBDP-1235
- ドラマ「ノーサイド・ゲーム」DVD-BOX：2020年1月10日発売、アミューズソフト、ディスク6枚、品番：ASBP-6163

サウンドトラック
- ドラマ「ノーサイド・ゲーム」オリジナル・サウンドトラック：2019年9月4日発売、ソニー・ミュージックソリューションズ、品番：UZCL-2167

### 受賞歴
- 第102回ザテレビジョンドラマアカデミー賞[37]
  - ドラマソング賞：米津玄師「馬と鹿」
  - 特別賞：廣瀬俊朗
- 第27回毎日スポーツ人賞特別賞
- 第17回コンフィデンスアワード・ドラマ賞 主演男優賞：大泉洋[38]

| TBS系 日曜劇場                         | TBS系 日曜劇場                                | TBS系 日曜劇場                                 |
| 前番組                                 | 番組名                                        | 次番組                                         |
| -------------------------------------- | --------------------------------------------- | ---------------------------------------------- |
| 集団左遷!! （2019年4月21日 - 6月23日） | ノーサイド・ゲーム （2019年7月7日 - 9月15日） | グランメゾン東京 （2019年10月20日 - 12月29日） |